# تونی برکستون
تونی میشل برکستون (به انگلیسی: Toni Michelle Braxton) (زاده ۷ اکتبر ۱۹۶۷) خوانندهٔ سبک آر اند بی، ترانه‌سرا و بازیگر آمریکایی است.

او تا کنون برندهٔ هفت جایزهٔ گرمی، نه جایزهٔ موسیقی بیلبورد و هفت «جایزهٔ موسیقی آمریکا» شده‌است. همچنین بیش از ۴۱ میلیون آلبوم از او در سراسر جهان فروخته است.

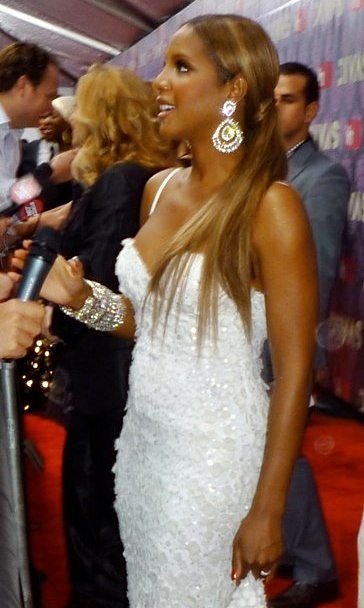
تونی براکستون در مراسم شبکهٔ وی‌اچ‌وان